# Nanorana rarica
Espèce
Synonymes
- Rana rara Dubois & Matsui, 1983 nec Fraas, 1903
- Paa rara (Dubois & Matsui, 1983)
- Paa rarica Dubois, Matsui & Ohler, 2001

Statut de conservation UICN

 DD  : Données insuffisantes
Nanorana rarica est une espèce d'amphibiens de la famille des Dicroglossidae.

## Répartition
Cette espèce est endémique de l'Ouest du Népal. Elle se rencontre sur les bords du lac Rara à environ 3 000 m d'altitude.

## Étymologie
Son nom d'espèce lui a été donné en référence au lieu de sa découverte, le lac Rara.

## Publications originales
- Dubois & Matsui, 1983 : A new species of frog (genus Rana, subgenus Paa) from western Nepal (Amphibia: Anura). Copeia, vol. 1983, p. 895-901.
- Dubois, Matsui & Ohler, 2001 : A replacement name for Rana (Paa) rara Dubois & Matsui, 1983 (Amphibia, Anura, Ranidae, Raninae). Alytes, Paris, vol. 19, p. 2-4.